# Кукес, Семён Григорьевич
Семён Григорьевич Кукес (англ. Simon Kukes; род. 5 декабря 1946 года) ― российско-американский химик и предприниматель.
Будучи уроженцем СССР, Кукес в конце 1970-х годов эмигрировал в США, где начал работу в нефтяной промышленности. Вернулся в Россию с AMOCO в 1995 году. Занимал посты вице-президента ЮКОСа, президента ТНК-ВР (1998―2003) и президента ЮКОСа, став преемником Михаила Ходорковского. В последние годы занимается консультацией нефтяных компаний. Он внес свой вклад в президентскую кампанию Дональда Трампа и баллотирование Элизабет Чейни в 2016 году на место в Конгрессе.

## Биография

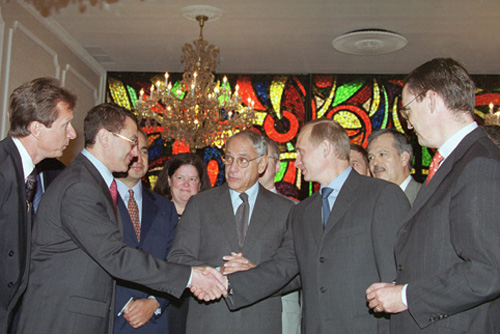
Президент ТНК-BP Семён Кукес и Президент РФ Владимир Путин года подписывают соглашение между ТНК и Эксимбанком на Саммите тысячелетия 6—8 сентября 2000 года

Родился в Москве в семье инженера Григория Семёновича Кукеса (1910—1998) и Галины Наумовны Кукес (урождённой Френклах, 1914—2001). У него были сестра Мина (1938—2010) и брат Владимир, ставший впоследствии фармакологом и академиком РАН. Отец был в 1942 году командирован инженером-капитаном на военный завод, награждён орденом Красного Знамени (1944).
Окончил Московский химико-технологический институте им. Менделеева и аспирантуру Института гетероорганических соединений им. А. Н. Несмеянова.
Эмигрировал в США в конце семидесятых годов и стал американским гражданином. В течение некоторого времени преподавал в Университете Райса в Хьюстоне, штат Техас. С 1979 по 1986 год работал в Phillips Petroleum, а затем перешёл в Amoco. В 1995 году стал вице-председателем московского отделения Amoco. С 1996 по 1998 год был вице-президентом ЮКОСа. С февраля 1998 года по июнь 2003 года занимал пост президента ТНК-ВР.
В ноябре 2003 года после избрания в совет директоров ЮКОСа на год сменил Михаила Ходорковского на посту президента компании.
В июне 2004 года стал совладельцем российской нефтяной компании ЗАО «Самара-Нафта», дочерней компании Лукойла. По состоянию на 2005 год Кукесу принадлежало 8 % акций в корпорации Amarin, которая тогда была разработчиком неврологических препаратов. Он также был партнёром Hess Corporation, крупной нью-йоркской нефтегазовой компании.
С 2016 года является консультантом в разных нефтяных компаниях в США и России, а также в компании Leverate.

### Политическая активность
В 2003 году Кукес сказал в интервью Guardian: «Я не политическое животное. В 2001 году я провёл один год в Сибири [разбираясь с проблемами с нефтью для ТНК]. Интересующийся политикой человек не стал бы проводить своё время таким образом».
В 2016 году Кукес выделил более 150 000 долларов на президентскую кампанию Дональда Трампа и комитет по сбору средств под названием Комитет победы Трампа.
Он также участвовал в баллотировании Элизабет Чейни в 2016 году на место в Конгрессе в Вайоминге.